# ديفيد بي. صموئيل
ديفيد بي. صموئيل (بالإنجليزية: David B. Samuel)‏ هو قاضي ومحامي وسياسي أمريكي، ولد في 8 مايو 1874 في ليتل روك في الولايات المتحدة، وتوفي في 24 مايو 1937. حزبياً، نشط في الحزب الديمقراطي. وقد انتخب عضو مجلس نواب لويزيانا.